# Osamu Sato
Osamu Sato –en japonés, 佐藤 治, Sato Osamu– es un deportista japonés que compitió en judo. Ganó una medalla de plata en el Campeonato Mundial de Judo de 1967 y dos medallas de plata en el Campeonato Asiático de Judo de 1966.

## Palmarés internacional
| Campeonato Mundial  | Campeonato Mundial              | Campeonato Mundial | Campeonato Mundial |
| Año                 | Lugar                           | Medalla            | Categoría          |
| ------------------- | ------------------------------- | ------------------ | ------------------ |
| 1967                | Salt Lake City (Estados Unidos) | Medalla de plata   | –93 kg             |
| Campeonato Asiático |                                 |                    |                    |
| Año                 | Lugar                           | Medalla            | Categoría          |
| 1966                | Manila (Filipinas)              | Medalla de plata   | +80 kg             |
| 1966                | Manila (Filipinas)              | Medalla de plata   | Abierta            |